# Dasypogonaceae
A Dasypogonaceae az egyszikűek közé tartozó növénycsalád. Elfogadottsága nem univerzális, az ide tartozó növényeket gyakran a Xanthorrhoeaceae családba sorolták.
Az APG III-rendszerben (de már az első, 1998-ban kiadott APG-rendszerben is) szerepel a család, a commelinids kládban, de rendbe nem sorolva. Az APG IV-rendszer sorolja be a pálmavirágúak (Arecales) rendjébe.
A család Ausztráliában endemikus, négy nemzetség 16 faja alkotja. Legismertebb képviselőjük a Kingia australis.